# ديف كامبل (لاعب هوكي الجليد)
ديف كامبل هو لاعب هوكي الجليد كندي، ولد في 27 أبريل 1896 في لاشوت في كندا، وتوفي في 18 فبراير 1975.

## وصلات خارجية
- ديف كامبل على موقع دوري الهوكي الوطني (الإنجليزية)
- ديف كامبل على موقع EliteProspects.com (الإنجليزية)
- ديف كامبل على موقع HockeyDB.com (الإنجليزية)
- ديف كامبل على موقع Hockey-Reference.com (الإنجليزية)